# Чемпионат России по тяжёлой атлетике 2023
Чемпионат России по тяжёлой атлетике 2023 года проходил с 12 по 17 июня в Новом Уренгое Ямало-Ненецкого автономного округа. В соревнованиях планировалось участие спортсменов из Российской Федерации, Белоруссии, Узбекистана, Казахстана, Венесуэлы, Индии. Однако на соревнованиях выступили только спортсмены из Российской Федерации и Республики Белоруссии. Помимо чемпионата России был проведён открытый чемпионат федерации тяжёлой атлетики России по двоеборью. Турнир состоялся в зале Спортивного комплекса «Звездный».
Главный спортивный судья: Палько Сергей Александрович.
Главный спортивный секретарь: Дмитриев Александр Вячеславович.

## Рекорды

### Рекорды России
- Исмаил Гаджибеков (Дагестан) категория до 55 кг — рекорд в рывке 112 кг;
- Исмаил Гаджибеков (Дагестан) категория до 55 кг — рекорд в сумме 237 кг;
- Олег Мусохранов (Кемеровская область) категория до 61 кг — рекорд в рывке 128 кг;
- Олег Мусохранов (Кемеровская область) категория до 61 кг — рекорд в толчке 154 кг;
- Олег Мусохранов (Кемеровская область) категория до 61 кг — рекорд в сумме 282 кг;
- Зарина Гусалова (Санкт-Петербург) категория до 71 кг — рекорд в рывке 110 кг;
- Зарина Гусалова (Санкт-Петербург) категория до 71 кг — рекорд в толчке 130 кг;
- Зарина Гусалова (Санкт-Петербург) категория до 71 кг — рекорд в сумме 240 кг;
- Яна Сотиева (Нижегородская область/ Северная Осетия) категория до 81 кг — рекорд в рывке 116 кг;
- Роман Чепик (Москва/ Курганская область) категория до 89 кг — рекорд в рывке 168 кг;
- Роман Чепик (Москва/ Курганская область) категория до 89 кг — рекорд в сумме 365 кг;

## Медалисты

### Мужчины
| Дисциплины   | Золото                                                              | Золото   | Серебро                                                           | Серебро  | Бронза                                                              | Бронза   |
| до 55 кг     | до 55 кг                                                            | до 55 кг | до 55 кг                                                          | до 55 кг | до 55 кг                                                            | до 55 кг |
| ------------ | ------------------------------------------------------------------- | -------- | ----------------------------------------------------------------- | -------- | ------------------------------------------------------------------- | -------- |
| Рывок        | Исмаил Гаджибеков (Дагестан)                                        | 112 кг   | Гор Унанян (Краснодарский край)                                   | 100 кг   | Андрей Кучеров (Новосибирская область)                              | 95 кг    |
| Толчок       | Исмаил Гаджибеков (Дагестан)                                        | 125 кг   | Озал Абдулгамидов (Челябинская область)                           | 118 кг   | Андрей Кучеров (Новосибирская область)                              | 116 кг   |
| Сумма        | Исмаил Гаджибеков (Дагестан)                                        | 237 кг   | Озал Абдулгамидов (Челябинская область)                           | 212 кг   | Андрей Кучеров (Новосибирская область)                              | 211 кг   |
| до 61 кг     |                                                                     |          |                                                                   |          |                                                                     |          |
| Рывок        | Олег Мусохранов (Кемеровская область/ Кузбасс)                      | 128 кг   | Олег Лаптев (Ульяновская область/ Республика Коми)                | 115 кг   | Кирилл Рябых (Санкт-Петербург)                                      | 112 кг   |
| Толчок       | Олег Мусохранов (Кемеровская область/ Кузбасс)                      | 154 кг   | Равиль Джафаров (Санкт-Петербург)                                 | 141 кг   | Кирилл Рябых (Санкт-Петербург)                                      | 140 кг   |
| Сумма        | Олег Мусохранов (Кемеровская область/ Кузбасс)                      | 282 кг   | Равиль Джафаров (Санкт-Петербург)                                 | 253 кг   | Кирилл Рябых (Санкт-Петербург)                                      | 252 кг   |
| до 67 кг     |                                                                     |          |                                                                   |          |                                                                     |          |
| Рывок        | Альберт Шарков (Краснодарский край/ Ульяновская область)            | 140 кг   | Владимир Пятаев (Кемеровская область/ Кузбасс)                    | 127 кг   | Денис Исаков (Кемеровская область/ Кузбасс/ Томская область )       | 126 кг   |
| Толчок       | Альберт Шарков (Краснодарский край/ Ульяновская область)            | 158 кг   | Александр Моисеенко (Краснодарский край)                          | 158 кг   | Владимир Пятаев (Кемеровская область/ Кузбасс)                      | 156 кг   |
| Сумма        | Альберт Шарков (Краснодарский край/ Ульяновская область)            | 298 кг   | Владимир Пятаев (Кемеровская область/ Кузбасс)                    | 283 кг   | Александр Моисеенко (Краснодарский край)                            | 278 кг   |
| до 73 кг     |                                                                     |          |                                                                   |          |                                                                     |          |
| Рывок        | Сергей Петров (Кемеровская область/ Кузбасс/ Ставропольский край)   | 149 кг   | Зулфат Гараев (Татарстан)                                         | 149 кг   | Геворг Серобян (Республика Крым)                                    | 146 кг   |
| Толчок       | Сергей Петров (Кемеровская область/ Кузбасс/ Ставропольский край)   | 179 кг   | Зулфат Гараев (Татарстан)                                         | 178 кг   | Геворг Серобян (Республика Крым)                                    | 170 кг   |
| Сумма        | Сергей Петров (Кемеровская область/ Кузбасс/ Ставропольский край)   | 328 кг   | Зулфат Гараев (Татарстан)                                         | 327 кг   | Геворг Серобян (Республика Крым)                                    | 316 кг   |
| до 81 кг     |                                                                     |          |                                                                   |          |                                                                     |          |
| Рывок        | Роман Сёмин (Санкт-Петербург)                                       | 154 кг   | Вячеслав Яркин (Краснодарский край/ Ульяновская область)          | 154 кг   | Рамзан Джанхотов (Чеченская Республика)                             | 153 кг   |
| Толчок       | Вячеслав Яркин (Краснодарский край/ Ульяновская область)            | 186 кг   | Александр Урвачев (Ямало-Ненецкий автономный округ)               | 179 кг   | Роман Сёмин (Санкт-Петербург)                                       | 177 кг   |
| Сумма        | Вячеслав Яркин (Краснодарский край/ Ульяновская область)            | 340 кг   | Роман Сёмин (Санкт-Петербург)                                     | 331 кг   | Рамзан Джанхотов (Чеченская Республика)                             | 328 кг   |
| до 89 кг     |                                                                     |          |                                                                   |          |                                                                     |          |
| Рывок        | Роман Чепик (Москва/ Курганская область)                            | 168 кг   | Артём Горлов (Республика Адыгея)                                  | 160 кг   | Шамиль Аммаев (Ханты-Мансийский автономный округ)                   | 153 кг   |
| Толчок       | Роман Чепик (Москва/ Курганская область)                            | 197 кг   | Даниэль Кузьмичёв (Татарстан)                                     | 193 кг   | Алексей Осипов (Брянская область)                                   | 187 кг   |
| Сумма        | Роман Чепик (Москва/ Курганская область)                            | 365 кг   | Даниэль Кузьмичёв (Татарстан)                                     | 344 кг   | Артём Горлов (Республика Адыгея)                                    | 343 кг   |
| до 96 кг     |                                                                     |          |                                                                   |          |                                                                     |          |
| Рывок        | Георгий Кесаев (Ханты-Мансийский автономный округ/ Северная Осетия) | 168 кг   | Максим Могучев (Москва/ Брянская область)                         | 164 кг   | Тимур Долбышев (Новосибирская область/ Забайкальский край)          | 163 кг   |
| Толчок       | Георгий Кесаев (Ханты-Мансийский автономный округ/ Северная Осетия) | 207 кг   | Тимур Долбышев (Новосибирская область/ Забайкальский край)        | 205 кг   | Никита Хрулёв (Москва/ Рязанская область)                           | 204 кг   |
| Сумма        | Георгий Кесаев (Ханты-Мансийский автономный округ/ Северная Осетия) | 375 кг   | Тимур Долбышев (Новосибирская область/ Забайкальский край)        | 368 кг   | Максим Могучев (Москва/ Брянская область)                           | 361 кг   |
| до 102 кг    |                                                                     |          |                                                                   |          |                                                                     |          |
| Рывок        | Артур Бабаян (Москва/ Владимирская область)                         | 177 кг   | Георгий Купцов (Кемеровская область/ Ставропольский край)         | 172 кг   | Станислав Прошин (Московская область/ Брянская область)             | 165 кг   |
| Толчок       | Георгий Купцов (Кемеровская область/ Ставропольский край)           | 211 кг   | Артур Бабаян (Москва/ Владимирская область)                       | 205 кг   | Сармат Теблоев (Северная Осетия)                                    | 194 кг   |
| Сумма        | Георгий Купцов (Кемеровская область/ Ставропольский край)           | 383 кг   | Артур Бабаян (Москва/ Владимирская область)                       | 382 кг   | Сармат Теблоев (Северная Осетия)                                    | 359 кг   |
| до 109 кг    |                                                                     |          |                                                                   |          |                                                                     |          |
| Рывок        | Мурат Абаев (Ханты-Мансийский автономный округ)                     | 175 кг   | Александр Кибанов (Москва/ Курганская область)                    | 170 кг   | Сослан Дзагоев (Ханты-Мансийский автономный округ/ Северная Осетия) | 169 кг   |
| Толчок       | Виктор Кондратьев (Курская область)                                 | 211 кг   | Егор Пушмин (Московская область)                                  | 210 кг   | Александр Кибанов (Москва/ Курганская область)                      | 208 кг   |
| Сумма        | Виктор Кондратьев (Курская область)                                 | 379 кг   | Александр Кибанов (Москва/ Курганская область)                    | 378 кг   | Егор Пушмин (Московская область)                                    | 372 кг   |
| свыше 109 кг |                                                                     |          |                                                                   |          |                                                                     |          |
| Рывок        | Алексей Ловчев (Москва/ Владимирская область)                       | 190 кг   | Тимур Наниев (Ханты-Мансийский автономный округ/ Северная Осетия) | 185 кг   | Даниил Вагайцев (Кемеровская область/ Московская область)           | 184 кг   |
| Толчок       | Арсен Мерденов (Ставропольский край)                                | 224 кг   | Антоний Савчук (Краснодарский край/ Сахалинская область)          | 223 кг   | Даниил Вагайцев (Кемеровская область/ Московская область)           | 223 кг   |
| Сумма        | Алексей Ловчев (Москва/ Владимирская область)                       | 410 кг   | Тимур Наниев (Ханты-Мансийский автономный округ/ Северная Осетия) | 408 кг   | Даниил Вагайцев (Кемеровская область/ Московская область)           | 407 кг   |

#### Командный зачёт
1. Москва;
2. Краснодарский край;
3. Кемеровская область;
4. Северная Осетия;
5. Ханты-Мансийский автономный округ — Югра;
6. Московская область;
7. Курганская область;
8. Ульяновская область;
9. Оренбургская область;
10. Татарстан;
11. Ставропольский край;
12. Чечня;
13. Новосибирская область;
14. Владимирская область;
15. Брянская область;
16. Томская область;
17. Ямало-Ненецкий автономный округ;
18. Сахалинская область;
19. Забайкальский край;
20. Курская область;
21. Рязанская область;
22. Тульская область;
23. Белгородская область;
24. Дагестан;
25. Чувашия;
26. Республика Коми;
27. Челябинская область;
28. Крым;
29. Красноярский край;
30. Адыгея;
31. Магаданская область;
32. ДНР;
33. Свердловская область;
34. Липецкая область;
35. Амурская область;
36. Ленинградская область;
37. Омская область;
38. Новгородская область;
39. Пермский край;
40. Хабаровский край;

### Женщины
| Дисциплины  | Золото                                                      | Золото   | Серебро                                                        | Серебро  | Бронза                                                   | Бронза   |
| до 45 кг    | до 45 кг                                                    | до 45 кг | до 45 кг                                                       | до 45 кг | до 45 кг                                                 | до 45 кг |
| ----------- | ----------------------------------------------------------- | -------- | -------------------------------------------------------------- | -------- | -------------------------------------------------------- | -------- |
| Рывок       | Регина Шайдуллина (Татарстан)                               | 65 кг    | Анастасия Демченко (Сахалинская область)                       | 65 кг    | Александра Фурдик (Московская область/ Брянская область) | 60 кг    |
| Толчок      | Регина Шайдуллина (Татарстан)                               | 85 кг    | Надежда Панова (Москва/ Забайкальский край)                    | 79 кг    | Любовь Мышова (Чувашия/ Владимирская область)            | 77 кг    |
| Сумма       | Регина Шайдуллина (Татарстан)                               | 150 кг   | Анастасия Демченко (Сахалинская область)                       | 142 кг   | Надежда Панова (Москва/ Забайкальский край)              | 139 кг   |
| до 49 кг    |                                                             |          |                                                                |          |                                                          |          |
| Рывок       | Елизавета Жаткина (Красноярский край)                       | 78 кг    | Кристина Соболь (Санкт-Петербург)                              | 76 кг    | Полина Андреева (Чувашия/ Владимирская область)          | 75 кг    |
| Толчок      | Елизавета Жаткина (Красноярский край)                       | 95 кг    | Кристина Соболь (Санкт-Петербург)                              | 88 кг    | Полина Андреева (Чувашия/ Владимирская область)          | 87 кг    |
| Сумма       | Елизавета Жаткина (Красноярский край)                       | 173 кг   | Кристина Соболь (Санкт-Петербург)                              | 164 кг   | Полина Андреева (Чувашия/ Владимирская область)          | 162 кг   |
| до 55 кг    |                                                             |          |                                                                |          |                                                          |          |
| Рывок       | Кристина Новицкая (Челябинская область/ Курганская область) | 82 кг    | Светлана Ершова (Воронежская область/ Ульяновская область)     | 82 кг    | Александра Тарасова (Башкирия)                           | 77 кг    |
| Толчок      | Кристина Новицкая (Челябинская область/ Курганская область) | 106 кг   | Светлана Ершова (Воронежская область/ Ульяновская область)     | 105 кг   | Александра Анисимова (Кемеровская область/ Кузбасс)      | 93 кг    |
| Сумма       | Кристина Новицкая (Челябинская область/ Курганская область) | 188 кг   | Светлана Ершова (Воронежская область/ Ульяновская область)     | 187 кг   | Александра Тарасова (Башкирия)                           | 168 кг   |
| до 59 кг    |                                                             |          |                                                                |          |                                                          |          |
| Рывок       | Ольга Тё (Москва/ Омская область)                           | 96 кг    | Дарья Кицер (Краснодарский край)                               | 83 кг    | Мария Антонова (Московская область)                      | 78 кг    |
| Толчок      | Ольга Тё (Москва/ Омская область)                           | 115 кг   | Дарья Кицер (Краснодарский край)                               | 98 кг    | Арина Сушкина (Москва)                                   | 98 кг    |
| Сумма       | Ольга Тё (Москва/ Омская область)                           | 211 кг   | Дарья Кицер (Краснодарский край)                               | 181 кг   | Арина Сушкина (Москва)                                   | 172 кг   |
| до 64 кг    |                                                             |          |                                                                |          |                                                          |          |
| Рывок       | Анастасия Анзорова (Тюменская область)                      | 94 кг    | Яна Кондрашова (Московская область)                            | 92 кг    | Александра Козлова (Чувашия/ Владимирская область)       | 90 кг    |
| Толчок      | Анастасия Анзорова (Тюменская область)                      | 117 кг   | Яна Кондрашова (Московская область)                            | 111 кг   | Александра Козлова (Чувашия/ Владимирская область)       | 105 кг   |
| Сумма       | Анастасия Анзорова (Тюменская область)                      | 211 кг   | Яна Кондрашова (Московская область)                            | 203 кг   | Александра Козлова (Чувашия/ Владимирская область)       | 195 кг   |
| до 71 кг    |                                                             |          |                                                                |          |                                                          |          |
| Рывок       | Зарина Гусалова (Санкт-Петербург)                           | 110 кг   | Анастасия Романова (Краснодарский край/ Нижегородская область) | 108 кг   | Ксения Баракина (Краснодарский край)                     | 95 кг    |
| Толчок      | Зарина Гусалова (Санкт-Петербург)                           | 130 кг   | Анастасия Романова (Краснодарский край/ Нижегородская область) | 122 кг   | Екатерина Исакова (Республика Коми)                      | 115 кг   |
| Сумма       | Зарина Гусалова (Санкт-Петербург)                           | 240 кг   | Анастасия Романова (Краснодарский край/ Нижегородская область) | 230 кг   | Татьяна Федичкина (Москва/ Ульяновская область)          | 201 кг   |
| до 76 кг    |                                                             |          |                                                                |          |                                                          |          |
| Рывок       | Варвара Кузьминова (Московская область)                     | 100 кг   | Мадина Келехсаева (Нижегородская область/ Северная Осетия)     | 97 кг    | Алла Рихтер (Ямало-Ненецкий автономный округ)            | 97 кг    |
| Толчок      | Мадина Келехсаева (Нижегородская область/ Северная Осетия)  | 127 кг   | Варвара Кузьминова (Московская область)                        | 117 кг   | Алла Рихтер (Ямало-Ненецкий автономный округ)            | 112 кг   |
| Сумма       | Мадина Келехсаева (Нижегородская область/ Северная Осетия)  | 224 кг   | Варвара Кузьминова (Московская область)                        | 217 кг   | Алла Рихтер (Ямало-Ненецкий автономный округ)            | 209 кг   |
| до 81 кг    |                                                             |          |                                                                |          |                                                          |          |
| Рывок       | Яна Сотиева (Нижегородская область/ Северная Осетия)        | 116 кг   | Мария Груздова (Белгородская область/ Курганская область)      | 100 кг   | Галина Сашина (Санкт-Петербург/ Челябинская область)     | 83 кг    |
| Толчок      | Яна Сотиева (Нижегородская область/ Северная Осетия)        | 135 кг   | Мария Груздова (Белгородская область/ Курганская область)      | 127 кг   | Галина Сашина (Санкт-Петербург/ Челябинская область)     | 101 кг   |
| Сумма       | Яна Сотиева (Нижегородская область/ Северная Осетия)        | 251 кг   | Мария Груздова (Белгородская область/ Курганская область)      | 227 кг   | Галина Сашина (Санкт-Петербург/ Челябинская область)     | 184 кг   |
| до 87 кг    |                                                             |          |                                                                |          |                                                          |          |
| Рывок       | Татьяна Каширина (Московская область)                       | 120 кг   | Таисия Чижикова (Москва/ Иркутская область)                    | 96 кг    | Анастасия Ломакина (Иркутская область)                   | 94 кг    |
| Толчок      | Татьяна Каширина (Московская область)                       | 145 кг   | Анастасия Ломакина (Иркутская область)                         | 121 кг   | Таисия Чижикова (Москва/ Иркутская область)              | 115 кг   |
| Сумма       | Татьяна Каширина (Московская область)                       | 265 кг   | Анастасия Ломакина (Иркутская область)                         | 215 кг   | Таисия Чижикова (Москва/ Иркутская область)              | 211 кг   |
| свыше 87 кг |                                                             |          |                                                                |          |                                                          |          |
| Рывок       | Виктория Орлова (Москва/ Республика Коми)                   | 104 кг   | Ксения Пасхина (Челябинская область)                           | 96 кг    | Дарья Мещерякова (Кемеровская область/ Кузбасс)          | 95 кг    |
| Толчок      | Виктория Орлова (Москва/ Республика Коми)                   | 133 кг   | Ксения Пасхина (Челябинская область)                           | 125 кг   | Мария Белозерова (Москва)                                | 116 кг   |
| Сумма       | Виктория Орлова (Москва/ Республика Коми)                   | 237 кг   | Ксения Пасхина (Челябинская область)                           | 221 кг   | Дарья Мещерякова (Кемеровская область/ Кузбасс)          | 210 кг   |

#### Командный зачёт
1. Москва;
2. Московская область;
3. Краснодарский край;
4. Челябинская область;
5. Нижегородская область;
6. Владимирская область;
7. Ульяновская область;
8. Кемеровская область;
9. Курганская область;
10. Чувашия;
11. Республика Коми;
12. Иркутская область;
13. Башкортостан;
14. Ленинградская область;
15. Северная Осетия;
16. Забайкальский край;
17. Сахалинская область;
18. Ямало-Ненецкий автономный округ;
19. Дагестан;
20. Тюменская область;
21. Татарстан;
22. Омская область;
23. Красноярский край;
24. Воронежская область;
25. Белгородская область;
26. Кабардино-Балкария;
27. Брянская область;
28. Свердловская область;
29. Курская область;
30. Тульская область;
31. Томская область;
32. Ставропольский край;
33. Ханты-Мансийский автономный округ — Югра;
34. ДНР;
35. Архангельская область;
36. Рязанская область;
37. Орловская область;
38. Липецкая область;
39. Волгоградская область;